# Alexander Schleicher GmbH & Co
Alexander Schleicher GmbH & Co i Poppenhausen ved Fulda er en tysk virksomhed som laver svævefly. Det er verdens ældste svæveflyfabrikant. Virksomheden har frembragt over 10.000 svævefly, hvor Ka 8 med 1.212 eksemplarer fører foran ASK 21 (mere end 900 eksemplarer og stadig i produktion) og ASW 20 (905 eksemplarer).
Firmaet benytter sig af en høj grad af egenproduktion og er aktiv i at forbedre piloternes sikkerhed.

## Historie
Firmaet blev grundlagt i 1926 af Alexander Schleicher for penge han havde vundet som pilot i en svæveflyvekonkurrence.
Under 2. verdenskrig fremstillede man træningsfly til Hitler Jugend, som trænede på det nærliggende bjerg Wasserkuppe. Efter krigen måtte der frem til 1951 ikke fremstilles fly i Tyskland, og virksomheden faldt tilbage til møbelproduktion.
Schleicher virkede som leder af firmaet frem til sin død i 1968, hvorefter hans svigersøn Edgar Kremer tog over. Denne er siden blevet afløst af sine sønner Peter og Ulrich Kremer.

## Designere
Schleicher var selv designer på de første fly, men blev sidenhen afløst af en række designere, som har fået begyndelsesbogstavet fra deres efternavn med i flyenes typebetegnelse:
- Rudolf Kaiser: ASK, fra 1952
- Gerhard Waibel: ASW, fra 1964
- Martin Heide: ASH, fra 1981
- Michael Greiner: ASG, fra 2000.